# Mossley
Mossley è un paese di 13.344 abitanti della contea della Greater Manchester, in Inghilterra.

## Amministrazione

### Gemellaggi
- Hem, Francia